# Радужное (Крым)
Ра́дужное (до 1948 года Ваку́ф-Кир-Байла́р; укр. Радужне, крымскотат. Qır Baylar Vaqıf, Къыр Байлар Вакъыф) — село в Красногвардейском районе Республики Крым, входит в состав Краснознаменское сельское поселение (согласно административно-территориальному делению Украины — Краснознаменского сельского совета Автономной Республики Крым).

## Население
| 2001 | 2014 |
| ---- | ---- |
| 13   | ↘2   |

### Динамика численности
| - 1902 год — 17 чел. - 1915 год — 23/26 чел. - 1926 год — 68 чел. - 1939 год — 91 чел. | - 1989 год — 13 чел. - 2001 год — 13 чел. - 2009 год — 2 чел. - 2014 год — 2 чел. |

## Современное состояние
На 2017 год в Радужном числится 1 улица — Мира; на 2009 год, по данным сельсовета, село занимало площадь 5,7 гектара на которой, в 2 дворах, проживало 2 человека (фактически — ферма). Село связано автобусным сообщением с райцентром и соседними населёнными пунктами.

## География
Радужное — маленькое село в 2 двора на западе района, в степном Крыму, высота центра села над уровнем моря — 76 м. Соседние сёла: Прямое в 1,5 км на север и Краснознаменка в 1,5 км на юго-запад. Расстояние до райцентра — около 38 километров (по шоссе), ближайшая железнодорожная станция — Элеваторная — примерно в 11 километрах.

## История
Впервые в доступных источниках селение встречается, видимо, в «…Памятной книжке Таврической губернии на 1902 год», где, наряду с Очка и Кир Байларом, записан и Кар-Байлар с 17 жителями в 2 домохозяйствах. По Статистическому справочнику Таврической губернии. Ч.II-я. Статистический очерк, выпуск пятый Перекопский уезд, 1915 год, в деревне Кир-Байлар (вакуф) Бютеньской волости Перекопского уезда числилось 13 дворов с татарским населением в количестве 23 человека приписных жителей и 26 — «посторонних».
После установления в Крыму Советской власти и учреждения 18 октября 1921 года Крымской АССР, в составе Симферопольского уезда был образован Биюк-Онларский район, в состав которого включили село. В 1922 году уезды получили название округов. 11 октября 1923 года, согласно постановлению ВЦИК, в административное деление Крымской АССР были внесены изменения, в результате которых был ликвидирован Биюк-Онларский район и село включили в состав Симферопольского. Согласно Списку населённых пунктов Крымской АССР по Всесоюзной переписи 17 декабря 1926 года, в селе Кир-Байляр (вакуф), Биюк-Онларского сельсовета Симферопольского района, числилось 16 дворов, все крестьянские, население составляло 68 человек, все татары. Постановлением ВЦИК от 30 октября 1930 года был вновь создан Биюк-Онларский район (указом Президиума Верховного Совета РСФСР № 621/6 от 14 декабря 1944 года переименованный в Октябрьский), теперь как немецкий национальный, село включили в его состав. По данным всесоюзной переписи населения 1939 года в селе проживал 91 человек.
В 1944 году, после освобождения Крыма от фашистов, согласно Постановлению ГКО № 5859 от 11 мая 1944 года, 18 мая крымские татары были депортированы в Среднюю Азию. 12 августа 1944 года было принято постановление № ГОКО-6372с «О переселении колхозников в районы Крыма» и в сентябре 1944 года в район приехали первые новоселы (57 семей) из Винницкой и Киевской областей, а в начале 1950-х годов последовала вторая волна переселенцев из различных областей Украины. С 25 июня 1946 года Вакуф-Кир-Байлар в составе Крымской области РСФСР. Указом Президиума Верховного Совета РСФСР от 18 мая 1948 года, Вакуф-Кир-Байлар переименовали в Радужное. 26 апреля 1954 года Крымская область была передана из состава РСФСР в состав УССР. Время включения в Краснознаменский сельсовет пока не установлено: на 15 июня 1960 года село уже числилось в его составе.
Указом Президиума Верховного Совета УССР «Об укрупнении сельских районов Крымской области», от 30 декабря 1962 года, Октябрьский район был упразднён и Радужное присоединили к Красногвардейскому району. По данным переписи 1989 года в селе проживало 13 человек. С 12 февраля 1991 года село в восстановленной Крымской АССР, 26 февраля 1992 года переименованной в Автономную Республику Крым. С 21 марта 2014 года в составе Крыма аннексировано Россией.